# Pierre Failliot
Pierre Failliot (Pierre Alexis Louis Failliot; * 25. Februar 1887 in Paris; † 31. Dezember 1935 ebenda) war ein französischer Leichtathlet und Rugby-Union-Spieler.
Bei den Olympischen Spielen 1912 in Stockholm gewann er in der 4-mal-400-Meter-Staffel Silber mit der französischen Mannschaft. Über 100 Meter, 200 Meter und in der 4-mal-100-Meter-Staffel schied er im Vorlauf aus, im Fünfkampf kam er auf den 17. Platz, und im Zehnkampf gab er nach drei Disziplinen auf.
1907 wurde er nationaler Vizemeister über 400 und 800 Meter, 1908 Meister über 100, 200 und 400 Meter. 1909 verteidigte er diese drei Titel und holte außerdem den Titel im 400-Meter-Hürdenlauf. Daraufhin wurde er zu Frankreichs Sportler des Jahres gewählt. 1911 wurde er Meister über 100, 200 und 400 Meter, 1912 über 200 Meter und im Speerwurf.
Zwischen 1911 und 1913 spielte er siebenmal in der französischen Rugby-Union-Nationalmannschaft.

## Persönliche Bestleistungen
- 100 m: 11,0 s, 13. Juni 1909, Colombes
- 200 m: 22,6 s, 9. Juli 1911, Colombes
- 400 m: 49,0 s, 31. Mai 1908, Paris
- 400 m Hürden: 57,2 s, 13. Juni 1909, Colombes